# Apollo di Kassel
L'Apollo di Kassel (noto anche come Efebo di Kassel) è una statua che fa parte di una serie di copie romane di una scultura greca d'epoca classica probabilmente individuabile in quella nota come "Apollo Parnopios" attribuita a Fidia e risalente a circa il 450 a.C. 
Si trova conservata nel museo del castello Wilhelmshöhe a Kassel.

## Storia
La statua in marmo bianco risalente al II secolo (presumibilmente apparteneva all'imperatore Domiziano) è la copia di un originale greco in bronzo andato perduto. Ce ne sono più di 20 versioni conosciute e questo gran numero di copie, in aggiunta alle raffigurazioni presenti su monete e gemme, suggerisce l'ipotesi che l'originale dovesse essere alquanto famoso.
Pausania il Periegeta riferisce che sull'Acropoli di Atene si trovava una statua in onore di Apollo creata dallo scultore Fidia e che mostrava il dio come "Parnopios" (Signore) delle cavallette. Ora, dal momento che le copie realizzate sono stilisticamente molto simili alle figure dello scultore presenti nel fregio del Partenone, è stata quasi naturale l'identificazione del modello "Apollo Kassel" con la statua perduta dello scultore greco.

La statua marmorea è stata rinvenuta nel 1721 all'interno di una nicchia in quella che era la Villa di Domiziano a Sabaudia nei pressi del lago di Paola. Viene descritta nella seconda metà del XVIII secolo sia da Gotthold Ephraim Lessing che da Johann Joachim Winckelmann, arrivando così in tal modo ad interessare presto anche il langravio Federico II d'Assia-Kassel. Giunge al museo allora detto "Fridericianum" di Kassel nel 1779.

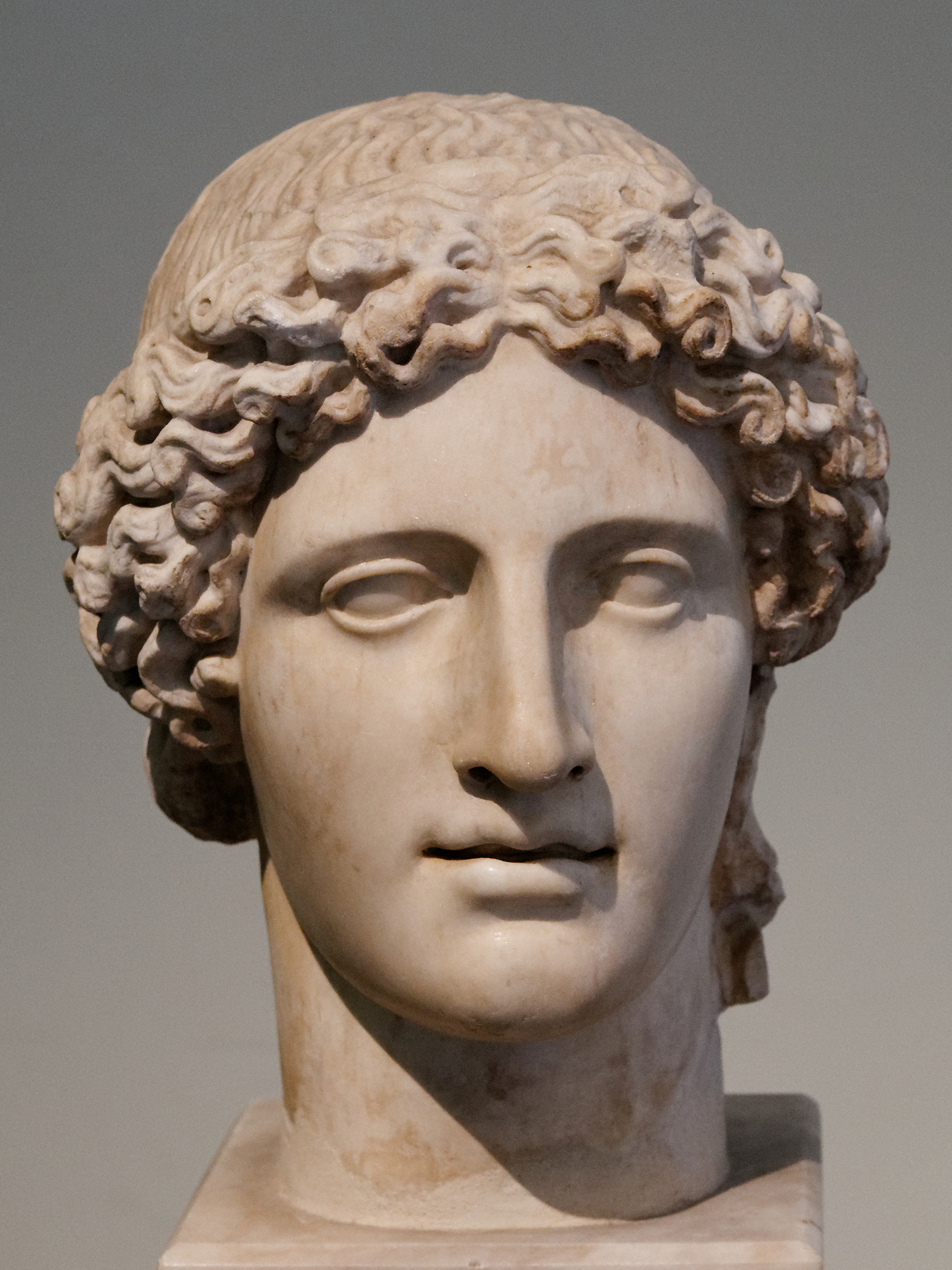
Testa di Apollo del tipo Kassel. Copia romana dell'età imperiale (II secolo) da un originale greco dell'età classica (450 a.C. circa). Museo archeologico nazionale di Napoli.

## Descrizione
La testa ha le caratteristiche classiche del volto greco, con i capelli riccioluti che scendono lungo i due lati del collo; una delle caratteristiche più notevoli sono le spalle larghe e l'assai buona definizione della muscolatura. Nella mano sinistra il dio dell'arte, della medicina e della profezia (con l'oracolo di Delfi) avrebbe dovuto avere un arco, mentre nella destra una cavalletta (entrambi i particolari sono andati perduti). Se fosse inizialmente stata dipinta è oggetto di discussione.